# Scheuerstraße 11a (Wismar)
Der ehemalige Speicher Scheuerstraße 11a in Wismar-Altstadt, Scheuerstraße, ist ein barockisierendes Giebelhaus von um 1800, das heute als Wohnhaus dient. Das Gebäude steht unter Denkmalschutz.

## Geschichte

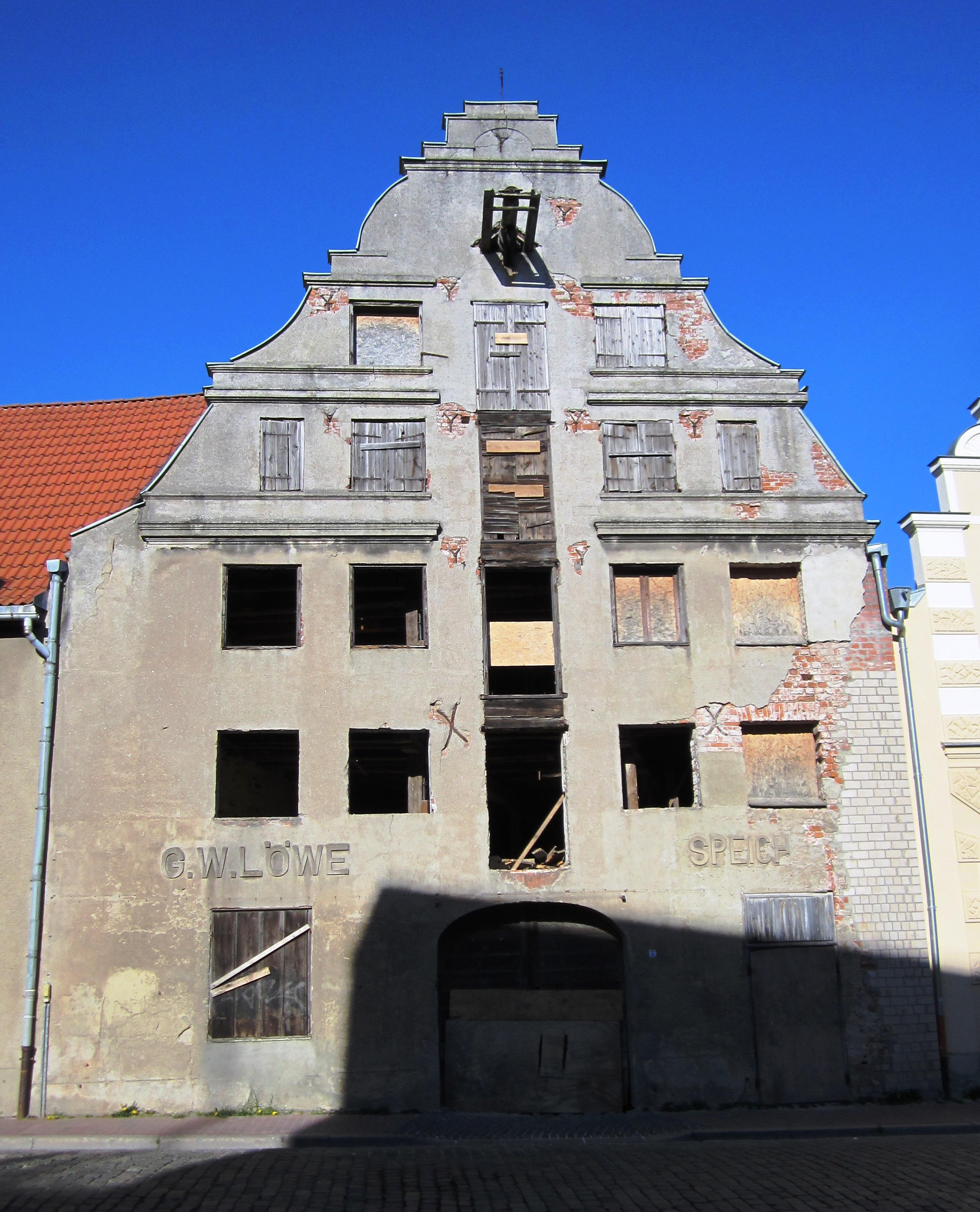
2014, vor der Sanierung

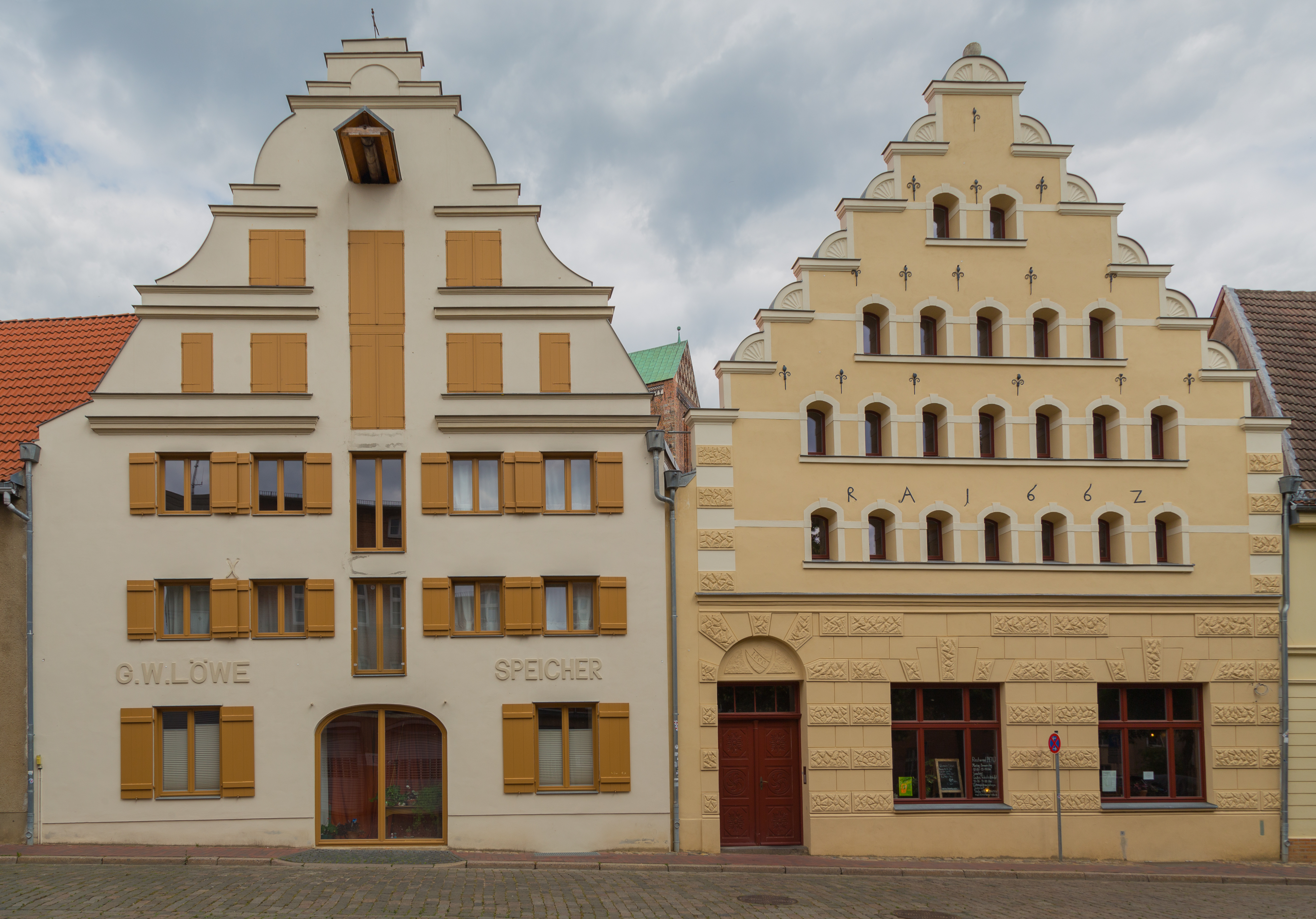
Nr. 11 und 11a (2019)

Das dreigeschossige Giebelhaus von vermutlich um 1800 mit einem dreigeschossigen Volutengiebel mit geradem Abschluss wurde als Speicher gebaut. Der äußere Ausleger für den Hausaufzug und die Fensterläden prägen das Gebäude. Die Firma G.W. Löwe nutzte das Haus. Sie baute 1935 in der Speicherstadt den Löwe-Speicher. 
Das Haus stand lange Zeit leer. Ab 2014 bis 2016 fand dann die geförderte Sanierung statt. Im Haus sind nun mehrere Wohnungen.
Daneben steht der barocke ehemalige Speicher Scheuerstrasse 11 von 1662, der auch bis um 2016/17 saniert wurde.